# Karel Jan Antonín z Lichtenštejna
Karel Jan Nepomuk Antonín z Lichtenštejna, také z Liechtensteinu (německy Karl Johann Nepomuk Anton Prinz von und zu Liechtenstein; 15. června 1803 Vídeň – 12. října 1871 Bad Ischl) byl princ z Lichtenštejna a v letech 1806–1813 nominální regent Lichtenštejnského knížectví. V letech 1836–1871 byl majitelem panství, respektive velkostatku Neulengbach v Rakousku.

## Život
Princ Karel Jan Antonín se narodil jako šesté dítě polního maršála a prince Jana I. Josefa (od roku 1805 panujícího knížete z Lichtenštejna) a jeho manželky Josefy Žofie z Fürstenbergu-Weitry (1776–1848).
V roce 1806 Napoleon jmenoval jeho otce knížetem Rýnského spolku, ten si však chtěl zachovat loajalitu k rakouskému císařskému rodu, svěřil Jan I. nominálně svému tříletému synovi regentství nad Lichtenštejnským knížectvím, ponechal si však opatrovnictví. V roce 1813 se opět vlády ujal Jan I.
Princ Karel Jan se stal rotmistrem v armádě a od svého otce obdržel panství Neulengbach jako terciogeniturní fideikomis. Celý jeho titul zněl JJ kníže z Lichtenštejna, vévoda opavský a krnovský, hrabě z Rietbergu. 
Princ Karel Jan zemřel 12. října 1871 v Ischlu a byl pohřben v mauzoleu Liechtensteinů v Neulengbachu, kde předtím našla místo posledního odpočinku také jeho manželka.

### Manželství a potomstvo
Dne 10. září 1832 se oženil s hraběnkou Rosalií z Grünne, ovdovělou hraběnkou ze Schönfeldu (3. března 1805 Vídeň – 20. dubna 1841 Freiwaldau), dcerou hraběte Filipa z Grünne. Z jejich manželství se narodily tři děti:
- 1. princ Rudolf z Lichtenštejna (28. prosince 1833 Štýrský Hradec – 23. 5. 1888 Obermais u Merana); oženil se v prvním manželství 28. května 1859 s Klárou hraběnkou Sermage (19. září 1836, Vídeň – ?), soudně rozvedeni v roce 1877; podruhé se oženil 8. října 1877 s herečkou Hedwig Steinovou (12. ledna 1846 v Ziegnitzu – 17. května 1921)   ; byl c.k. okresním komisařem extra statum; V roce 1871 zdědil panství Neulengbach a 1. února 1882 jej postoupil svému synovci. Pohřben na evangelickém hřbitově v Meranu.
- 2. princ Filip Karel z Lichtenštejna (17. července 1837 Štýrský Hradec – 15. března 1901 Vídeň); dvakrát ženatý, 1) s Marianne hraběnkou Marcoliniovou († 4. června 1864), 2) se 25. března 1879 v Budapešti oženil s Franziskou Todesco se rozvedla s von Erösem (Vídeň 21. srpna 1843  – 1. října 1921), dcerou Moritze von Todesca a Jetty Treffzové. 14. prosince 1854 se stal poručíkem 9. husarského pluku, 9. července 1856 byl povýšen na nadporučíka a 1. června 1859 na kapitána; V roce 1890 obdržel Medaili za vojenské zásluhy. Byl pohřben na hřbitově ve Vídni-Hietzingu. Z prvního manželství měl syna:

- Kníže Karel z Lichtenštejna (27. září 1862 – 24. února 1893); 1. února 1882 zdědil po svém strýci, princi Františkovi (1853–1938), pozdějším panujícím knížeti Františkovi I. z Lichtenštejna panství Neulengbachem v Rakousku.

- 3. princezna Albertina Josefa z Lichtenštejna (29. 6. 1838 Štýrský Hradec – 25. 4. 1844 Vídeň); pohřbena v Neulengbachu.